# Pavel Kantorek
Pavel Kantorek (17. května 1942 Olomouc – 3. srpna 2017 Toronto) byl český přírodovědec, profesor fyzikálních věd na Ryerson University v Torontu. Zabýval se teorií relativity a kosmologií. V českých zemích je znám též jako autor kreslených vtipů a povídek, zejména se zvířecí a vědeckou tematikou. Mnohé z nich vydal knižně, řada pak je publikována na stránkách časopisu Vesmír.

## Život
Pavel Kantorek se narodil v roce 1942 v Olomouci jako syn lékaře a zdravotní sestry. Absolvoval gymnázium v Ostravě, po roce práce v ostravských dolech vystudoval fyziku na Přírodovědecké fakultě Masarykovy univerzity v Brně. Již v 60. letech vynikl jako vynikající kreslíř a humorista. Jeho kresby v letech 1964 až 1968 pravidelně otiskoval Dikobraz a další humoristické časopisy. V kreslených vtipech dával svým postavičkám koček a psů lidské vlastnosti. V roce 1968 po sovětské okupaci emigroval do Kanady.
V Kanadě přispíval do disidentských časopisů, novin a kreslil. Spolupracoval s Josefem Škvoreckým a jeho ženou Zdenou Salivarovou. Jeho karikatury vycházely také v USA, Švýcarsku, Německu nebo v Itálii.
V Torontu působil jako profesor fyzikálních věd na torontské Ryerson University. Přednášel o teorii laserů. Zabýval se holografií a systémem holografického záznamu, podílel se také na vývoji optických vláken.

## Dílo
- Nově objevené vtipy, Cosmopolis 2023
- Velká kniha vtipu - Pavel Kantorek, Cosmopolis 2015
- Povídky, Fragment 2011
- Sudoku pro seniory, Fragment 2011
- Křížovky s vtipy P. Kantorka - Jak přežít cokoliv, Fragment 2011
- Kočky a jiná zvířata, Fragment 2010
- Myšky a jiná zvířata, Fragment 2010
- Jak přežít cokoliv, Fragment 2010
- Jak přežít sport, Fragment 2010
- Citáty a paradoxy, Fragment 2009
- Jak přežít práci, Fragment 2009
- Křížovky s vtipy P. Kantorka - Jak přežít manželství, Fragment 2009
- Křížovky s vtipy P. Kantorka - Jak přežít doktora, Fragment 2009
- Žoužel a jiné povídky, Fragment, 2007
- Jak přežít doktora, Fragment, 2006
- Jak přežít manželství, Fragment, 2006
- Židovské anekdoty, X-Egem, 2005
- ORBIS PICTUS, X-Egem, 2004
- Historické okamžiky, X-Egem, 2003
- "Pavel Kantorek & zvířátka", X-Egem, 2003
- ilustrace k učebnicím fyziky nakladatelství Prodos
- Bajky přírodní pro každého, Svět v obrazech 1991
- Bajky domácí pro každého, Svět v obrazech 1991
- Bajky komerční pro každého, Svět v obrazech 1991
- Bajky vědecké pro každého, Svět v obrazech 1991
- Domácí lékař, Orbis, 1990
- Knížka pro kočku, Annonce, 1990
- Bajky na dobrou noc, Cimburek, Switzerland, Zurich, 1987
- Bajky na neděli, Cimburek, Switzerland, Zurich, 1987
- Bajky pro všední den, Cimburek, Switzerland, Zurich, 1983 a 1987
- FABLES, Globe and Mail, Canada 1981-1982
- Top Secrets from the Czechoslovakian Kitchen, Toronto, 1981
- Ve jménu medicíny, Cimburek, Switzerland, Zurich, 1979
- Bolej Tě zuby Františku?, Cimburek, Switzerland, Zurich, 1979
- Homo Sapiens, Cimburek Zurich, 1977
- Blind Humor, Paper Art Editions, Switzerland 1978